# Anna Záborská

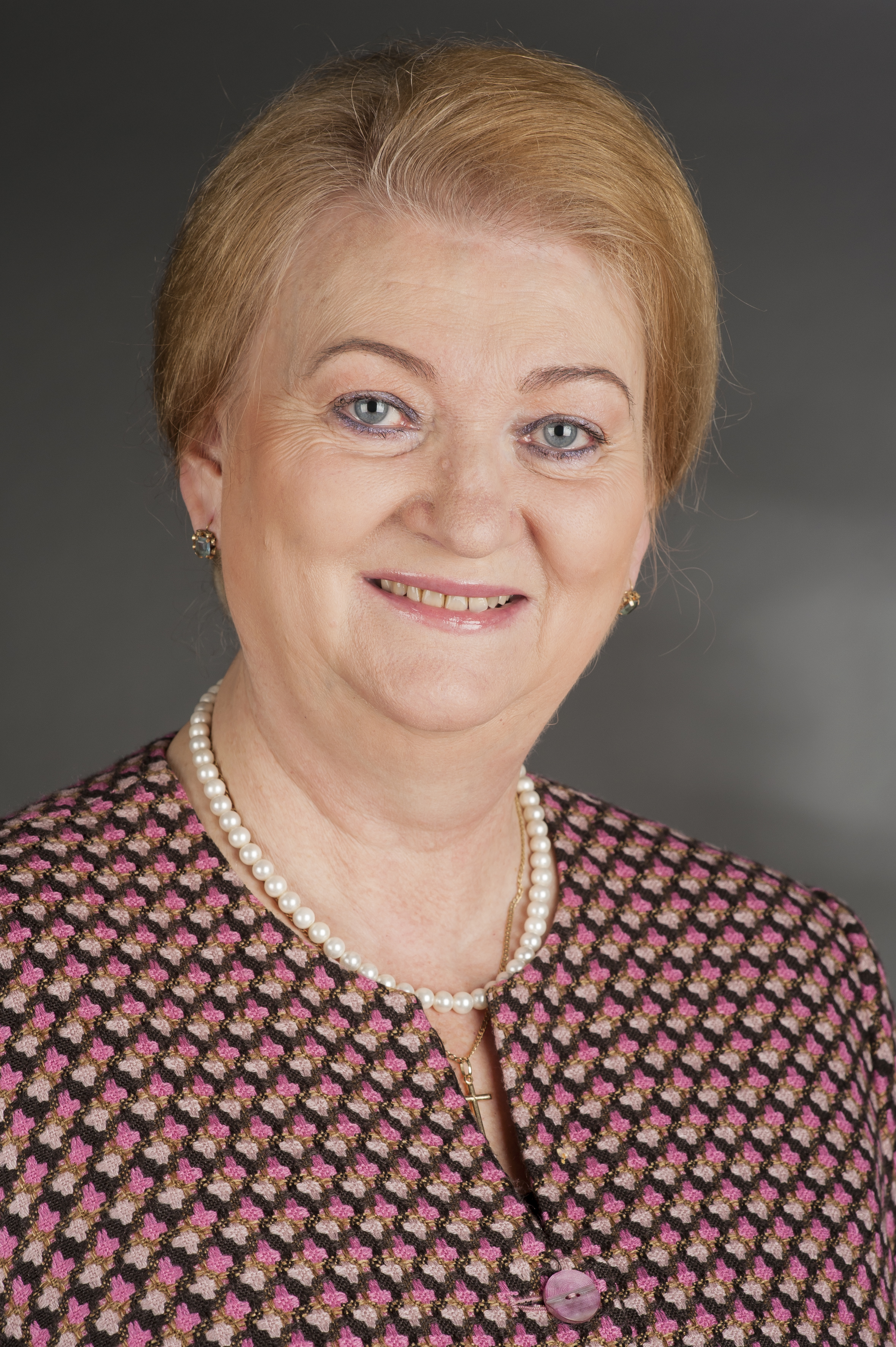
Anna Záborská 2014

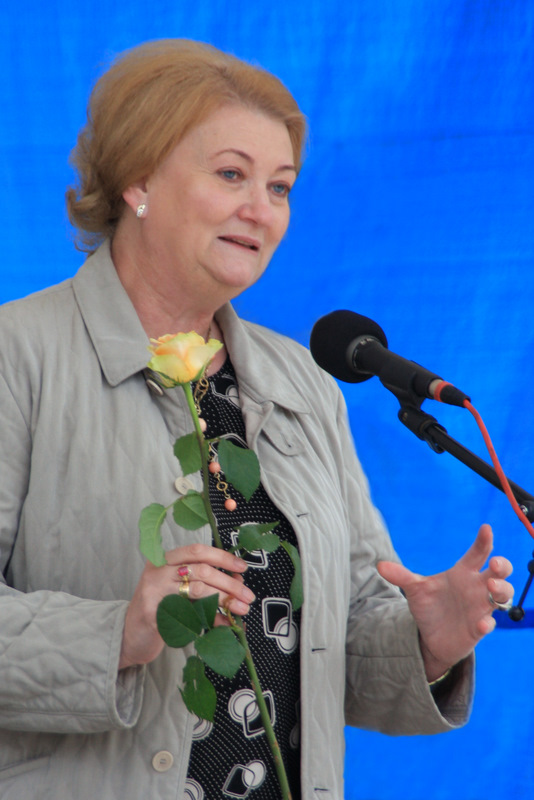
Anna Záborská

Anna Záborská (* 7. Juni 1948 in Zürich) ist eine slowakische Politikerin der Kresťanská únia und von 2004 bis 2019 Mitglied des Europäischen Parlaments.
Záborská war von 1990 bis 2019 Mitglied der KDH und gründete im Februar 2019 zusammen mit Branislav Škripek die Kresťanská únia, dessen Vorsitzende sie bis heute ist.
Záborská hat Medizin an der Comenius-Universität Bratislava studiert und wurde 1978 Fachärztin für Hals-Nasen-Ohren-Heilkunde. Seit 1993 nahm sie mehrere Ämter in der christlich-demokratischen Partei KDH ein, 1999 bis 2000 war sie als stellvertretende Vorsitzende für internationale Fragen zuständig. 1998 bis 2004 gehörte sie dem slowakischen Parlament an, wo sie Mitglied des gemischten parlamentarischen Ausschusses EU-Slowakei war, der den slowakischen EU-Beitritt 2004 vorbereitete. Ab 2003 war Záborská Beobachterin im Europäischen Parlament; bei der Europawahl 2004, bei der die Slowakei erstmals teilnahm, wurde sie als Abgeordnete gewählt.
Im Europaparlament gehörte Záborská der christdemokratisch-konservativen Fraktion EVP-ED an und war in der Legislaturperiode 2004–09 Vorsitzende im Ausschuss für die Rechte der Frau und die Gleichstellung der Geschlechter sowie Mitglied im Ausschuss für Entwicklung.
In der folgenden Legislaturperiode trat sie in Erscheinung, indem sie sich für ein europäisches Frühwarnsystems gegen Pädophilie und sexuelle Belästigung engagierte. Eine entsprechende Schriftliche Erklärung des Europäischen Parlaments wurde im Juni 2010 von 371 der 732 Abgeordneten angenommen. Der Vorschlag stieß allerdings bei anderen Parlamentariern wie Cecilia Wikström auch auf Kritik, da er ein Modell der  Vorratsdatenspeicherung impliziere.

## EU-Parlamentarierin
In der Periode 2009 bis 2014 war Záborská Mitglied im Entwicklungsausschuss, im Ausschuss für die Rechte der Frau und die Gleichstellung der Geschlechter, im Sonderausschuss gegen organisiertes Verbrechen, Korruption und Geldwäsche und in der Delegation für die Beziehungen zu Kanada.
Als Stellvertreterin war sie im Ausschuss für Umweltfragen, öffentliche Gesundheit und Lebensmittelsicherheit, in der Delegation für die Beziehungen zum Panafrikanischen Parlament und in der Delegation in der Paritätischen Parlamentarischen Versammlung AKP-EU.